# Акранес
Акранес (исл. Akranes) је главни град региона Вестиртланд на Исланду. Има 6.549 становника и насељен је још од IX века, а званично основан 1604. године. Град је познат по спортској традицији.